# Mathieu Chiquet
Pour les articles homonymes, voir Chiquet.
Mathieu Chiquet, né le 19 septembre 1970, est un snowboardeur français.

## Résultats

### Championnats du monde
- Championnats du monde 1999
  - 6e en slalom parallèle
  - 24e en slalom géant parallèle
  - 59e en slalom géant
- Championnats du monde 2001
  -  Médaille d'argent en slalom géant
  - 56e en snowboardcross

### Coupe du monde
- Meilleur résultat au classement général : 5e en 1999
- Meilleur résultat au classement du slalom : 2e en 1999
- 10 podiums dont 3 victoires